# Heroes (John-Ellis-Album)
Heroes ist ein Jazzalbum von John Ellis. Die am 13. und 14. November 2023 im Studio Sear Sound in New York City entstandenen Aufnahmen erschienen am 14. März 2025 auf Blue Room Music.

## Hintergrund
Das Album enthält acht Eigenkompositionen des Saxophonisten, die von „Helden“ im weitesten Sinne inspiriert sind – Mentoren, legendären Persönlichkeiten (wie im Falle von „El Cid“ Rodrigo Diaz de Vivar, Subjekt des gleichnamigen Films von 1961), Vorbildern im Jazz (etwa Sonny Rollins, Hank Mobley, Benny Golson, sowie bei „Fort Worth“ Ornette Coleman und Dewey Redman), außerdem Freunden und Familie. John Ellis wird bei diesen Aufnahmen von seinen langjährigen Weggefährten, dem Pianisten Gary Versace und dem Bassisten Reuben Rogers, unterstützt, die beide bereits auf seinem vorherigen Album Bizet: Carmen in Jazz beteiligt waren. Weitere Musiker sind der Trompeter Michael Rodriguez vom SFJazz Collective und der Schlagzeuger Kush Abadey.

## Titelliste
- John Ellis: Heroes (Blue Room Music)

1. Slingshot 5:26
2. Beautiful Day 4:33
3. El Cid 6:21
4. Fort Worth 4:59
5. Three Jewels 7:18
6. Color Wheel 8:10
7. Linus and the Lyre 7:03
8. Other Saints 5:14

Die Kompositionen stammen von John Ellis.

## Rezeption
Überraschenderweise würde Ellis bei diesem Auftritt nicht auf sein Arsenal an Holzblasinstrumenten zurückgreifen, sondern bleibe strikt beim Tenorsaxophon und präsentiere in diesem Sinne den klassischen Jazzquintett-Sound, schrieb Jim Hynes (Making a Scene). Da Ellis und Rodriguez oft gemeinsam auf der Bühne standen haben, sei ihr Unisono-Sound oft überaus reichhaltig; sie würden das Quintett wie ein viel größeres Ensemble klingen lassen.
Ellis habe viele musikalische Welten erkundet, doch das Modell des Saxophon-Trompeten-Quintetts bleibe in seiner Vorstellungskraft erhalten und treibe ihn und die Band zu einer breiten, schwungvollen Lyrik, hieß es in der kalifornischen Zeitung Times-Standard. Ellis stamme aus dem ländlichen North Carolina und wuchs musikalisch in New Orleans auf, sodass diese Erfahrungen auch das Komponieren des Saxophonisten beeinflussen.
Wieder einmal liefere Ellis ein unverzichtbares Album, das absolut fesselnd sei, sorgfältig konstruiert und stets auf der Suche nach einer Art Perfektion, die er scheinbar mühelos erreiche, lobte Thierry de Clemensat in Paris Move. Man habe die Freude, die Vision, die Ellis auf seine eigenen Werke anwende, miterleben zu dürfen.